# Grammia confluentis
Grammia confluentis är en fjärilsart som beskrevs av Embrik Strand 1919. Grammia confluentis ingår i släktet Grammia och familjen björnspinnare. Inga underarter finns listade i Catalogue of Life.